# 岡沢精
岡沢 精（おかざわ くわし、弘化元年7月7日（1844年8月20日） - 1908年（明治41年）12月12日）は、日本の武士（長州藩士）、陸軍軍人、華族。陸軍大将正二位勲一等功二級子爵。

## 経歴
長州藩士岡沢甚内の子として江戸長州藩邸に生まれる。大村益次郎の塾に学んだ後は尊皇攘夷運動に携わる。南国隊を組織し戊辰戦争に従軍した。
維新後は陸軍に進み、1870年（明治3年）10月に大坂第2教導隊に入営。1871年（明治4年）2月に四等軍曹、4月に御親兵大隊長、6月3日には陸軍准中尉となり、さらに同年中には中尉・大尉・少佐と昇任した。御親兵5番大隊長を経、1873年（明治6年）2月に近衛歩兵第1連隊大隊長、西南戦争では別働第1旅団参謀長として出征。1878年（明治11年）12月に東京鎮台参謀長兼衛戍司令官、1880年（明治13年）4月、陸軍大佐に昇進。その後、西部監軍部参謀、近衛参謀長、兼参謀本部管西局長を歴任。1885年（明治18年）5月、陸軍少将に進み歩兵第8旅団長となり、陸軍次官兼軍務局長に就任。
一時休職するも、1892年（明治25年）11月に将校学校監、翌1893年（明治26年）11月に監軍部参謀長。日清戦争では大本営軍事内局長兼侍従武官。1895年（明治28年）1月に陸軍中将に進級し、同年8月、男爵を授けられた後、1896年（明治29年）4月、侍従武官長に就任。1904年（明治37年）6月に陸軍大将・議定官、1906年（明治39年）に功二級金鵄勲章受章、1907年（明治40年）9月、子爵に陞爵、1908年（明治41年）には勲一等旭日桐花大綬章。
1908年12月に病没する。墓所は東京都港区南青山・青山霊園。
人物
- 明治天皇の岡沢に対する信頼は厚かったとされる。

## 栄典
位階
- 1886年（明治19年）10月28日 - 従四位[2]
- 1892年（明治25年）2月13日 - 正四位[3]
- 1897年（明治30年）8月20日 - 従三位[4]
- 1902年（明治35年）9月20日 - 正三位[5]
- 1907年（明治40年）10月11日 - 従二位[6]
- 1908年（明治41年）12月12日 - 正二位[7]

勲章等
- 1887年（明治20年）5月27日 - 勲二等旭日重光章[8]
- 1889年（明治22年）11月25日 - 大日本帝国憲法発布記念章[9]
- 1895年（明治28年）
  - 8月20日 - 男爵・勲一等瑞宝章[10]
  - 11月18日 - 明治二十七八年従軍記章[11]
- 1902年（明治35年）
  - 5月10日 - 明治三十三年従軍記章[12]
  - 12月3日 - 旭日大綬章[13]
- 1906年（明治39年）4月1日 - 功二級金鵄勲章・明治三十七八年従軍記章[14]
- 1907年（明治40年）9月21日 - 子爵[15]
- 1908年（明治41年）12月12日 - 旭日桐花大綬章[16]

外国勲章佩用允許
- 1899年（明治32年）7月4日 - 大清帝国：第二等第一双竜宝星[17]
- 1905年（明治38年）6月16日 - 大韓帝国：大勲位李花大綬章[18]

## 家族
- 精の後を長男精一が継ぐ。その娘婿に陸軍少尉の池田友五郎（池田謙斎五男）[19]
- 次男精三は陸軍士官学校を21期で卒業し陸軍大佐に進む。
- 精の娘は駐中華民国大使の有吉明、陸軍中将渡辺良三、壬生基義に嫁ぐ。

## 脚註
1. ↑  “岡沢精[青山霊園のに眠る偉人・著名人｜霊園・墓地検索サイト『ハナミズキ』]”. www.hanami-zuki.com. 2024年12月9日閲覧。
2. ↑  『官報』第1003号「叙任及辞令」1886年11月1日。
3. ↑  『官報』第2584号「叙任及辞令」1892年2月15日。
4. ↑  『官報』第4242号「叙任及辞令」1897年8月21日。
5. ↑  『官報』第5767号「叙任及辞令」1902年9月22日。
6. ↑  『官報』第7288号「叙任及辞令」1907年10月12日。
7. ↑  『官報』第7642号「叙任及辞令」1908年12月15日。
8. ↑  『官報』第1173号「叙任及辞令」1887年5月30日。
9. ↑  『官報』第1929号「叙任及辞令」1889年12月2日。
10. ↑  『官報』第3644号「叙任及辞令」1895年8月21日。
11. ↑  『官報』第3824号・付録「辞令」1896年4月1日。
12. ↑  『官報』第5948号「叙任及辞令」1903年5月4日。
13. ↑  『官報』第5827号「叙任及辞令」1902年12月4日。
14. ↑  『官報』号外「叙任及辞令」1907年1月28日。
15. ↑  『官報』第7272号「授爵敍任及辞令」1907年9月23日。
16. ↑  『官報』第7641号「叙任及辞令」1908年12月14日。
17. ↑  『官報』第4810号「敍任及辞令」1899年7月14日
18. ↑  『官報』第6594号「叙任及辞令」1905年6月24日。
19. ↑  『人事興信録』 第13版(昭和16年) 上　池田友五郎の項